# André Dias (Fußballspieler)
André Gonçalves Dias (* 15. Mai 1979 in São Bernardo do Campo) ist ein ehemaliger brasilianischer Fußballspieler. Dias spielte auf der Position des Innenverteidigers.

## Karriere
André Dias fing 1999 mit dem Profifußball in der Liga Copa São Paulo de Juniores an, wo er für Palestra de São Bernardo spielte. Im selben Jahr unterzeichnete er einen Vertrag bei Paraná Clube, wo er für ein Jahr spielte, bevor er zum Erstligisten CR Flamengo wechselte. Dias stand nur eine kurze Zeit bei Flamengo unter Vertrag, bis er zum nächsten Verein wechselte, diesmal zum Paysandu SC. Wieder verging ein Jahr, bis er zu Goiás EC ging, wo er sich als starker und talentierter Abwehrspieler etablierte.
Nachdem er zwei Saisons bei Goias absolviert hatte, wurde er vom FC São Paulo gekauft. Er blieb dort bis zum Jahre 2009, wo er dann in die italienische Serie A wechselte.
Dias sicherte sich seinen Weg nach Europa am 1. Februar 2010, wo er beim italienischen Klub Lazio Rom für 2,63 Millionen Euro Ablöse unterschrieb. In den ersten zehn Ligaspielen gelangen ihm zwei Tore.
In der Saison 2012/13 wurde Dias als Mitverantwortlicher für Lazios Sprung an die oberen Tabellenpositionen verantwortlich gemacht. Unter Lazios neuem Trainer Vladimir Petković wurde Dias mit Giuseppe Biava und Michaël Ciani als Rückgrat des Kaders geformt, um eine spielstarke Abwehr zu formen, welche eine der besten der gesamten Serie A war.
2009 wurde Dias vom Manager Dunga in die Nationalmannschaft berufen, wo er der chilenischen Nationalmannschaft in der Fußball-Weltmeisterschaft 2010 begegnete. Er wurde jedoch nicht aufgestellt.

## Ehrungen
FC São Paulo
- Campeonato Brasileiro de Futebol: 2006, 2007, 2008

Lazio Rom
- Coppa Italia: 2012/13

Auszeichnungen
- Bola de Prata: 2008, 2009
- Prêmio Craque do Brasileirão: 2009